# The Walls We Bounce Off Of
The Walls We Bounce Off Of — (с англ. — «Стены, на которые мы прыгаем») — студийный альбом американского музыканта Джона Хартфорда, выпущенный в 1994 году под лейблом «Small Dog A-Barkin'».

## Об альбоме
Диск записан на студии «Eleven-O-Three Studio» в Нашвилле, штат Теннесси.
Альбом включает в себя партию сольных исполнений музыканта и выдвигает на первый план комическую сторону музыки Хартфорда. В каждом из 13 треков альбома в записи принимает участие только ведущий исполнитель — Джон Хартфорд, осуществляющий вокальное исполнительство, игру на банджо, скрипке и гитаре.

## Список композиций
Все песни, вошедшие в альбом написаны Джоном Хартфордом (John Hartford Music, BMI) .

### Сторона один
| Трек | Название песни                     | Время |
| ---- | ---------------------------------- | ----- |
| 1.   | More Big Bull Fiddle Fun           | 3:43  |
| 2.   | The Queen Of Rock & Roll           | 2:20  |
| 3.   | Can’t Stand To Throw Anything Away | 3:39  |
| 4.   | Interstate Waltz                   | 2:30  |
| 5.   | Flea Market Breakdown              | 2:59  |

### Сторона два
| Трек | Название песни                            | Время |
| ---- | ----------------------------------------- | ----- |
| 1.   | Your Tax Dollars At Work                  | 2:00  |
| 2.   | When The Dinner Bell Rings                | 1:32  |
| 3.   | I Just Wanna Look In There                | 4:52  |
| 4.   | The All Collision All Explosion Song      | 2:06  |
| 5.   | Fourteen Pole Cat Skins On A Chevy Camaro | 2:45  |
| 6.   | Sexual Harrassment                        | 2:39  |
| 7.   | Wonder Woman                              | 2:21  |
| 8.   | Hooter Thunkit                            | 3:18  |

## Производство
- Продюсеры — Марк Ховард и Джон Хартфорд
- Проектирование — Марк Ховард
- Mastered — Дэн Рудин и Марк Ховард (Foxwood)
- Арт-дирекция — Джон Хартфорд и Луанн Прайс